# 佩托爾卡

佩托爾卡（西班牙語：Petorca），是智利的城鎮，位於該國中部瓦爾帕萊索大區的佩托爾卡省，面積1,516.6平方公里，海拔高度495米，2012年人口9,881人，人口密度每平方公里6.5人。
32°15′5″S 70°55′53″W / 32.25139°S 70.93139°W